# Ларченко, Наталья Сергеевна
Наталья Сергеевна Ларченко (Карпова) (род. 1995) — российский тайбоксер.
Мастер спорта России (2017). Победительница первенства Мира по тайскому боксу среди юниоров, чемпионка мира, победительница и призёр первенств России по кикбоксингу и тайскому боксу чемпионка России среди студентов по кикбоксингу и тайскому боксу. Победительница профессиональных турниров «Эра чемпионов» промоутерской компании ERA VIP.
На соревнованиях представляет Федерацию тайского бокса Ленинградской области.

## Биография
Родилась 7 октября 1995 года в Омске. Училась в школе № 13.
С 13 лет занималась танцами, но спустя год бросила их. Полгода провела в секции дзюдо. По совету подруг увлеклась кикбоксингом.
Окончила СибГУФК в 2019 году (бакалавр безопасности жизнедеятельности и физической культуры, очное отделение).